# 臺灣水鹿
臺灣水鹿（學名：Rusa unicolor swinhoii，英語：；布農語：qanvanglibus;ngabul，又稱四目鹿、史氏水鹿，是一種在臺灣特有的水鹿亞種，是台灣最大型的草食動物，會進行季節性的換毛以偽裝，夏季體色較淡，為黃褐色，冬季則為暗褐色。
其种加词unicolor意为“单色的”。

## 特徵
臺灣水鹿眼下具有明顯的眼下腺，於生氣或興奮時會張開，故又有「四目鹿」之稱，眼下腺的分泌物常結成硬塊，用來磨擦於生活領域的樹上做記號。本種體長180至240公分，雄鹿肩高可至120公分，雌鹿則約80公分，尾長則均約15公分。幼年時水鹿身上有斑點。

## 習性
臺灣水鹿為臺灣特有的亞種，多於清晨與黃昏活動，棲息於海拔1000公尺以上中高海拔的原始森林，多活動於近水源的草地，以樹葉與嫩草為主食。目前主要分布於中央山脈與花東山區，民間養殖族群不少，但野外族群並不常見。為第三級其他應予保育之野生動物，因主要天敵台灣雲豹已滅絕，野外族群無捕食者控制而膨脹4-5倍，對台灣高海拔的台灣二葉松、台灣鐵杉以及台灣冷杉等樹種，造成一定的影響，破壞高海拔的生態平衡。
另一方面，水鹿的生存威脅並未減少。根據台灣的國家公園網頁則說「水鹿受到狩獵壓力和棲息地的破壞，使得中大型哺乳動物的分布越來越侷限在高山地區，目前水鹿基礎生態的研究仍嫌不足。」幾位學者也認為族群大繁殖的現象是區域性的，不該一概而論。